# Степ (Ічнянський район)
50°43′54″ пн. ш. 32°40′39″ сх. д. / 50.73167° пн. ш. 32.67750° сх. д.
Степ — колишнє село в Україні, підпорядковувалося Іваницькій сільській раді Чернігівської області.
Засноване 1930 року. Виключене з облікових даних рішенням Чернігівської обласної ради від 29 березня 2013 року, як таке, де ніхто не проживає.